# Noëlle van Lottum
Noëlle van Lottum (née le 12 juillet 1972 à Hoogland aux Pays-Bas) est une joueuse de tennis néerlandaise et française, professionnelle de la fin des années 1980 à 1999. Durant sa carrière sportive elle a représenté la France.

## Biographie
Elle a joué le 3e tour à l'US Open en 1992 (battue par Carrie Cunningham), sa meilleure performance en simple dans une épreuve du Grand Chelem.
En 1995, elle a perdu au 1er tour face à sa compatriote Virginie Buisson le plus long match féminin de l'ère Open jamais disputé à Roland-Garros.
Pendant sa carrière, Noëlle van Lottum a gagné deux tournois WTA (un en simple, un en double).
En 2023, elle a été nommée entraîneure nationale en chef du tennis féminin chez Tennis Canada.
Elle est la sœur aînée de John van Lottum, joueur néerlandais sur le circuit ATP.

## Palmarès

### Titre en simple dames
| No | Date       | Nom et lieu du tournoi              | Catégorie | Dotation  | Surface    | Finaliste   | Score    |          |
| -- | ---------- | ----------------------------------- | --------- | --------- | ---------- | ----------- | -------- | -------- |
| 1  | 03-02-1992 | Fernleaf Butter Classic, Wellington | Tier V    | 100 000 $ | Dur (ext.) | Donna Faber | 6-4, 6-0 | Parcours |

### Finale en simple dames
Aucune

### Titre en double dames
| No | Date       | Nom et lieu du tournoi | Catégorie | Dotation  | Surface      | Partenaire    | Finalistes                         | Score         |          |
| -- | ---------- | ---------------------- | --------- | --------- | ------------ | ------------- | ---------------------------------- | ------------- | -------- |
| 1  | 25-04-1994 | Ilva Trophy Tarente    | Tier IV   | 100 000 $ | Terre (ext.) | Irina Spîrlea | Sandra Cecchini Isabelle Demongeot | 6-3, 2-6, 6-1 | Parcours |

### Finales en double dames
| No | Date       | Nom et lieu du tournoi | Catégorie | Dotation  | Surface      | Vainqueures                       | Partenaire       | Score         |          |
| -- | ---------- | ---------------------- | --------- | --------- | ------------ | --------------------------------- | ---------------- | ------------- | -------- |
| 1  | 20-07-1992 | HTC Open Prague        | Tier IV   | 100 000 $ | Terre (ext.) | Karin Kschwendt Petra Ritter      | Eva Švíglerová   | 6-4, 2-6, 7-5 | Parcours |
| 2  | 14-09-1992 | Clarins Open Paris     | Tier IV   | 150 000 $ | Terre (ext.) | Sandra Cecchini Patricia Tarabini | Rachel McQuillan | 7-5, 6-1      | Parcours |
| 3  | 07-10-1996 | Wismilak Open Surabaya | Tier IV   | 107 500 $ | Dur (ext.)   | Alexandra Fusai Kerry-Anne Guse   | Tina Križan      | 6-4, 6-4      | Parcours |

## Parcours en Grand Chelem

### En simple dames
| Année | Open d'Australie | Open d'Australie  | Internationaux de France | Internationaux de France | Wimbledon       | Wimbledon      | US Open         | US Open           |
| ----- | ---------------- | ----------------- | ------------------------ | ------------------------ | --------------- | -------------- | --------------- | ----------------- |
| 1988  | -                | -                 | 2e tour (1/32)           | Melissa Gurney           | -               | -              | -               | -                 |
| 1990  | -                | -                 | 1er tour (1/64)          | Arantxa Sánchez          | -               | -              | -               | -                 |
| 1991  | 1er tour (1/64)  | Pam Shriver       | 2e tour (1/32)           | Maya Kidowaki            | 1er tour (1/64) | Els Callens    | 1er tour (1/64) | Helen Kelesi      |
| 1992  | 2e tour (1/32)   | Jennifer Capriati | 2e tour (1/32)           | Karina Habšudová         | 1er tour (1/64) | Steffi Graf    | 3e tour (1/16)  | Carrie Cunningham |
| 1993  | 1er tour (1/64)  | Arantxa Sánchez   | 1er tour (1/64)          | Alexandra Fusai          | 1er tour (1/64) | Yayuk Basuki   | 1er tour (1/64) | Katerina Maleeva  |
| 1994  | 1er tour (1/64)  | Sabine Appelmans  | 2e tour (1/32)           | Arantxa Sánchez          | -               | -              | 1er tour (1/64) | Iva Majoli        |
| 1995  | 1er tour (1/64)  | Bettina Fulco     | 1er tour (1/64)          | Virginie Buisson         | -               | -              | -               | -                 |
| 1997  | 2e tour (1/32)   | Kristina Brandi   | 1er tour (1/64)          | Laura Golarsa            | 1er tour (1/64) | M.J. Fernández | 1er tour (1/64) | Yayuk Basuki      |
| 1998  | -                | -                 | 1er tour (1/64)          | Anne-Gaëlle Sidot        | -               | -              | -               | -                 |

À droite du résultat, l’ultime adversaire.

### En double dames
| Année | Open d'Australie             | Open d'Australie            | Internationaux de France      | Internationaux de France    | Wimbledon                     | Wimbledon                  | US Open                       | US Open                   |
| ----- | ---------------------------- | --------------------------- | ----------------------------- | --------------------------- | ----------------------------- | -------------------------- | ----------------------------- | ------------------------- |
| 1988  | -                            | -                           | 2e tour (1/16) Sylvie Sabas   | N. Bykova N. Zvereva        | -                             | -                          | -                             | -                         |
| 1989  | -                            | -                           | 1er tour (1/32) Maïder Laval  | Elise Burgin H. Mandlíková  | -                             | -                          | -                             | -                         |
| 1990  | -                            | -                           | 2e tour (1/16) Sofie Albinus  | L. Neiland N. Zvereva       | 1er tour (1/32) Sofie Albinus | Elise Burgin R. Fairbank   | 1er tour (1/32) Sofie Albinus | M. Bollegraf B. Schultz   |
| 1991  | 2e tour (1/16) Clare Wood    | C. Caverzasio S. Wasserman  | -                             | -                           | -                             | -                          | -                             | -                         |
| 1992  | 2e tour (1/16) S. Testud     | Leila Meskhi Mercedes Paz   | 3e tour (1/8) I. Driehuis     | Lori McNeil Nicole Provis   | 2e tour (1/16) Pospíšilová    | Elise Burgin M. de Swardt  | 1er tour (1/32) I. Driehuis   | P. Paradis S. Testud      |
| 1993  | 1er tour (1/32) I. Driehuis  | C. Martínez A. Sánchez      | 1er tour (1/32) Petra Ritter  | N. Jagerman L. Pleming      | 1er tour (1/32) L. Pleming    | M. Lindström M. Strandlund | 1er tour (1/32) A. Woolcock   | Radka Bobková P. Langrová |
| 1994  | 1er tour (1/32) Petra Ritter | Ann Grossman J. Richardson  | 1er tour (1/32) Petra Ritter  | Krajčovičová M. Strandlund  | 1er tour (1/32) Irina Spîrlea | Pam Shriver E. Smylie      | 2e tour (1/16) Petra Ritter   | Silvia Farina G. Helgeson |
| 1995  | 1er tour (1/32) Nicole Pratt | Linda Wild Chanda Rubin     | 1er tour (1/32) A. Temesvári  | Melicharová H. Vildová      | 1er tour (1/32) Melicharová   | Jo Durie Clare Wood        | 1er tour (1/32) P. Langrová   | E. Makarova E. Maniokova  |
| 1997  | 1er tour (1/32) Tina Križan  | K. Habšudová R. Zrubáková   | 1er tour (1/32) Tina Križan   | Katrina Adams Lori McNeil   | 1er tour (1/32) Tina Križan   | L. Davenport Jana Novotná  | 1er tour (1/32) Kirstin Freye | C. Cristea M. Grzybowska  |
| 1998  | 2e tour (1/16) S. Noorlander | Park Sung-hee Wang Shi-Ting | 1er tour (1/32) S. Noorlander | Erika de Lone K. Schlukebir | 1er tour (1/32) Pavlina Nola  | Meike Babel W. Probst      | 1er tour (1/32) Kirstin Freye | V. Ruano Paola Suárez     |
| 1999  | 2e tour (1/16) A. Olsza      | Åsa Svensson Jelena Dokić   | -                             | -                           | -                             | -                          | -                             | -                         |

Sous le résultat, la partenaire ; à droite, l’ultime équipe adverse.

### En double mixte
| Année | Open d'Australie | Open d'Australie | Internationaux de France      | Internationaux de France   | Wimbledon                     | Wimbledon                   | US Open                      | US Open                  |
| ----- | ---------------- | ---------------- | ----------------------------- | -------------------------- | ----------------------------- | --------------------------- | ---------------------------- | ------------------------ |
| 1989  | -                | -                | 1er tour (1/32) F. Errard     | Penny Barg B. Willenborg   | -                             | -                           | -                            | -                        |
| 1990  | -                | -                | 1er tour (1/32) A. Boetsch    | Nicole Provis Danie Visser | -                             | -                           | 1er tour (1/16) Nelson Aerts | Zina Garrison Rick Leach |
| 1991  | -                | -                | 1er tour (1/32) Serge Soulie  | Eva Pfaff N. Pereira       | 1er tour (1/32) Sandon Stolle | R. McQuillan K. Evernden    | -                            | -                        |
| 1992  | -                | -                | 1er tour (1/32) H. J. Davids  | N. Medvedeva Jorge Lozano  | 2e tour (1/16) Mark Keil      | Helena Suková Anders Järryd | -                            | -                        |
| 1993  | -                | -                | 1er tour (1/32) Winogradsky   | Leila Meskhi Brad Pearce   | -                             | -                           | -                            | -                        |
| 1994  | -                | -                | 1er tour (1/32) Gérard Solvès | A. Coetzer Lan Bale        | 1er tour (1/32) Murphy Jensen | K. Kschwendt Udo Riglewski  | -                            | -                        |
| 1997  | -                | -                | 1er tour (1/32) Gary Muller   | Kathy Rinaldi T. Kronemann | 1er tour (1/32) Tom Kempers   | L. Davenport Grant Connell  | -                            | -                        |
| 1999  | -                | -                | 1er tour (1/32) J. Hanquez    | K. Schlukebir Mike Bryan   | -                             | -                           | -                            | -                        |

Sous le résultat, le partenaire ; à droite, l’ultime équipe adverse.

## Classements WTA en fin de saison

### En simple
| Année | 1988 | 1989 | 1990 | 1991 | 1992 | 1993 | 1994 | 1995 | 1996 | 1997 | 1998 | 1999 |
| Rang  | 273  | 161  | 137  | 146  | 73   | 99   | 112  | 230  | 118  | 132  | 188  | 377  |

Source : (en) « Classements de Noëlle van Lottum », sur le site officiel du WTA Tour

### En double
| Année | 1988 | 1989 | 1990 | 1991 | 1992 | 1993 | 1994 | 1995 | 1996 | 1997 | 1998 | 1999 |
| Rang  | 173  | 215  | 147  | 147  | 74   | 171  | 76   | 128  | 85   | 107  | 109  | 195  |

Source : (en) « Classements de Noëlle van Lottum », sur le site officiel du WTA Tour